# Народный фронт освобождения Палестины
Наро́дный фронт освобожде́ния Палести́ны (НФОП, араб. الجبهة الشعبية لتحرير فلسطين‎, аль-Джабха аш-Шаʿбӣйя ли-Тах̣рӣр Филаст̣ӣн) — леворадикальная марксистская военизированная организация, выступающая за создание независимого Палестинского государства.
Основана в 1967 из слившихся трёх палестинских групп: «Палестинского освободительного фронта» Ахмада Джибрила (создан в 1961), группы «Герои Возвращения» и группы «Мстящая молодёжь».
Группировка известна также как «Группа Красные орлы», «Группа Халхул».
НФОП признан террористической организацией в США, Канаде, Японии, Израиле и Европейском союзе.
Основатель партии и её лидер с 1967 до 2008 — Жорж Хабаш. Его ближайший помощник, занимавшийся (до смерти в 1978) планированием и проведением терактов, — Вадей Хаддад. В настоящее время лидер движения — Ахмад Саадат.
Организация входит в состав Организации освобождения Палестины и является второй по военной и политической силе нерелигиозной палестинской организацией после ФАТХа Ясира Арафата. Движение выступает за общеарабскую социалистическую революцию. После 1993 года выступает против «Декларации Принципов», подписанной ООП с Израилем, в связи с чем приостановила своё членство в ООП. Однако в 1999 году НФОП пришёл к соглашению с ООП относительно переговоров с Израилем и восстановил своё членство в ООП.

## История организации
Организация была основана Жоржем Хабашем, палестинским христианином родом из Лидды (Лод).
Члены организации предприняли первые в истории терроризма акции по угону пассажирских самолетов, в частности угон самолетов и захват заложников в «Доусон филд» (Иордания) в 1970. Некоторое время в тренировочных лагерях НФОП проходил подготовку Ильич Рамирес Санчес по прозвищу «Карлос Шакал», ставший впоследствии наёмным убийцей. С НФОП сотрудничали такие леворадикальные организации, как Фракция Красной Армии и Красная армия Японии.
Область деятельности: Сирия, Ливан, Израиль, территории Западного берега реки Иордан и сектор Газа. Получает помощь со стороны Сирии. В 1977 от НФОП отделилась группировка Палестинский фронт освобождения (ПФО), захватившая 7 октября 1985 итальянский пассажирский корабль Achille Lauro.
В 1969 году от НФОП откололась левая фракция во главе с Наифом Хаватме, образовавшая Народно-демократический фронт освобождения Палестины (НДФОП), позже изменившая своё название на Демократический фронт освобождения Палестины. Сторонники Хаватмы считали, что НФОП под руководством Хабаша занимается, главным образом, военными операциями, не уделяя должного внимания развитию идеологии и анализу.
На выборах в Палестинский законодательный совет II созыва (25 января 2006) НФОП выступал под именем «Список „Мученик Абу Али Мустафа“» и занял третье место после ХАМАС и ФАТХ (42 101 голос, 4,25 %) по пропорциональной системе, в ПЗС избраны трое представителей: генеральный секретарь НФОП Ахмед Саадат, Джамиль аль-Мадждалауи и Халида Джаррар.
К моменту выборов Ахмед Саадат находился в палестинской тюрьме в Иерихоне под охраной американских и британских военнослужащих по обвинению в убийстве министра туризма Израиля Рехаваама Зеэви. 14 марта 2006 тюрьма была разрушена израильскими войсками, а сдавшийся после непродолжительного сопротивления Саадат был вывезен на израильскую территорию.
В октябре 2023 организация участвовала во вторжении в Израиль.

## Террористическая деятельность
Народный фронт освобождения Палестины признан террористической организацией рядом стран, включая США, Японию, Израиль, Канаду, Европейский союз. 